# Choi In-jeong
Choi In-jeong (Geumsan, 21 maggio 1990) è una schermitrice sudcoreana, specializzata nella spada.

## Biografia
Ha partecipato ai Giochi olimpici di Londra 2012 conquistando l'argento nella spada a squadre.

## Palmarès
- Giochi olimpici

Londra 2012: argento nella spada a squadre.
Tokyo 2020: argento nella spada a squadre.
- Mondiali

Wuxi 2018: argento nella spada a squadre.
Il Cairo 2022: oro nella spada a squadre.
Milano 2023: bronzo nella spada a squadre.
- Universiadi

Kazan 2013: argento nella spada individuale.
- Campionati asiatici

Seoul 2011: oro nella spada individuale.
Seoul 2011: argento nella spada a squadre.
Wakayama 2012: argento nella spada a squadre.
Shanghai 2013: argento nella spada a squadre.
Suwon City 2014: oro nella spada individuale.